# Марийци
Марийците (на марийски: мари, на руски: марийцы (остар. черемиси), на чувашки: çармăс, на татарски: чирмеш) са угро-фински народ, който живее в руската република Марий Ел между река Вятка и река Волга. Названието марийци произлиза от думата марий „мъж, човек“ (от праиран. *marya – „юноша, член на воински отряд“), а името на републиката Марий ел означава „страна, край на марийците“.
Угрофинските племена са населявали територията на днешната западна, северна и централна Русия от праисторически времена. На територията на република Марий Ел са се съхранили археологически паметници от първото хилядолетие преди новата ера. Понеже марийската писменост (тиште) се е използвала преди всичко за записване на стопанско-търговска информация, а татарските писмени източници са били унищожени при превземането на Казан, почти всички писмени сведения за историята на средното течение на Волга са свързани с руски източници.
Черемисите (съвременно название марийци) се споменават за първи път през 10 век в писмото на хазарския хаган Йосиф до сановника на кордовския халиф Хасдай ибн Шапрут. Предците на съвременните марийци между 5 и 8 век са общували с готите, а по-късно с хазарите и Волжка България, която е владеела част от територията на днешен Татарстан и била унищожена през 1236 година при нашествието на монголските войски. С образуваната впоследствие Златна Орда марийците вероятно са били в съюзнически отношения. Между 13 и 15 век марийците са включени в състава на Златната Орда и Казанското ханство.
От 9 век марийците общуват и с разселващите се на изток славяни от Киевска Рус, които основават по земите на западните марийци (мере) градовете Ростов, Галич, Ярославъл, Суздал, Владимир и през 1221 година Нижни Новгород. Постепенно западните марийци (мере) покрай приемането на християнството се пославянчват, а онези, които не пожелават да приемат християнството бягат на изток. През средните векове зачестяват руско-татарските военни сблъсъци, подбуждани от руснаците по марийските земи (при което марийците застават на страната на татарите). Отначало татарите и марийците удържат победи, но след като Иван Грозни започва планувана колониална война на изток, нещата се обръщат. През 1551 година земите на марийците по десния бряг на Волга попадат под контрола на Московската държава, а през 1552 година царските войски завладяват Казан. Тогава марийците започват да плащат данъци на Москва, а по-късно започва системна колонизация. През 1555 година е основан град Чебоксари, през 1583 – Козмодемянск, който през 1584 е преименува на Царевококшайск, а днес се нарича Йошкар Ола.
Принудителната християнизация води до масово бягство на марийското население в горите и до изоставяне на цели села. При Петър Първи започват известни промени – марийците се викат на военна служба, започва научно изследване на територията, съставят се първите писмени паметници на марийски език на кирилица. Първата марийска граматика на Пуцек-Григорович излиза през 1775 година. Обаче положението на марийците остава изключително тежко, и през 1775 година те масово подкрепят въстанието на Пугачов.
През 1872 година е основана Казанската учителска семинария, една от чиито задачи е била обучението на представители на волжките народи, в това число и на марийците. Това дава силен тласък на национално възраждане, създават се марийски училища, печатат се книги на марийски език. След Октомврийската революция на 4 ноември 1920 година се образува Марийската автономна област. На 5 декември 1936 година тя се преобразува в Марийска АССР, а от 1990 г. в руската република Марий Ел.
През 20-те години на 20 век се създават две литературни норми: луговомарийски език и горномарийски език. По времето на Сталин практически цялата национална интелигенция е унищожена. Постепенно марийците стават малцинство в собствената си република и под политически натиск марийският език е изместен от руския.